# Cristiana Irina Anghel
Cristiana  Irina Anghel (n. 18 decembrie 1959) este profesor și politician din România. Celebră după ce a făcut greva foamei timp de 70 de zile, a ales să se implice în politică, ca membră a Partidului Conservator.

## Biografie
Cristiana Irina Anghel s-a născut la 18 decembrie 1959, în Caracal. Licențiată în drept. Din 1978 până în 1984 a fost profesor de muzică instrumentală la Casa de copii din Caracal, orchestra de mandoline si grupul vocal obtinând numeroase premii la concursurile școlare. În 1984, s-a transferat pe postul de învățător la Școala Generală cu clasele I-VIII Nr.2 din Caracal.
A absolvit Facultatea de Drept.
În perioada 2018-2019 a urmat cursurile de master Științe Penale la Universitatea din Craiova.
Este profesor la Școala Gimnazială Nr. 2 din Caracal.

### Greva foamei
Primul protest prin refuz voluntar de hrană a fost în anul 2008, împotriva mafiei caselor naționalizate (ANRP). Greva foamei a durat 38 de zile.
În 2010, a devenit celebră atunci când a intrat în greva foamei pentru a protesta împotriva neaplicării Legii de majorare a salariilor cadrelor didactice, adoptată în 2008. La câteva zile de la declararea protestului, Cristiana Irina Anghel a reformulat și revizuit motivul protestului, declarând că protestează împotriva nerespectării Constituției de către factorii politici. A stat în greva foamei timp de 70 de zile, mai întâi acasă, apoi a fost internată la Spitalul Municipal Caracal de unde a fost transferată la Spitalul N. Paulescu, București. În cazul acestei greve, s-au implicat ministrul Educației, Daniel Funeriu, precum și mai multe personalități publice din România. La 30 octombrie 2010, Cristiana Anghel a hotărât să renunțe la greva foamei, iar la 22 noiembrie, a fost externată.
La 16 iulie 2012, Cristiana Irina Anghel a recurs pentru a treia oară la greva foamei protestând împotriva cererilor adresate Guvernului României de oficiali ai Uniunii Europene, de a respecta Constituția și statul de drept în cursul tentativei de demitere a președintelui din vara lui 2012. A renunțat la protest după ce și președintele Senatului, Crin Antonescu, acționând ca șef de stat interimar pe durata suspendării președintelui, a acceptat să promulge legea referendumului în varianta constituțională.

## Cariera politică
În octombrie 2012, Cristiana Irina Anghel s-a înscris în Partidul Conservator (PC). La alegerile parlamentare din 2012, a câștigat un mandat de senator cu un procent de 56%, pe listele Uniunii Social-Liberale, alianța dintre Partidul Social-Democrat, Partidul Național Liberal, Partidul Conservator și Uniunea Națională pentru Progresul României. Membră a Comisiei pentru învățământ, știință, tineret și sport din Senat, a Grupului de prietenie cu Japonia și a Grupului de prietenie cu Israelul, secretar al Comisiei economice, de industrii și servicii publice. Vicepreședinte PC și ALDE la nivel național. (Pe 19 iunie PC a fuzionat cu PLR, rezultând ALDE.)
Pe 25 ianuarie 2017 a demisionat din funcția de vicepreședinte național și din partidul ALDE.  